# Fritz Sauckel
Ernst Friedrich Christoph Sauckel, detto Fritz (Haßfurt, 27 ottobre 1894 – Norimberga, 16 ottobre 1946), è stato un politico e criminale di guerra tedesco condannato alla pena di morte durante il Processo di Norimberga. Fu generale plenipotenziario del Lavoro dal 1942 sino alla fine della guerra.

## Primi anni di vita
Sauckel nasce nel 1894 ad Haßfurt, nel Regno di Baviera, figlio unico di un postino e di una sarta. Studiò nella scuola locale fino a quando sua madre si ammalò, e dovette arruolarsi, a quindici anni, nella marina mercantile prima su una goletta norvegese e poi su navi svedesi e tedesche. Allo scoppio della prima guerra mondiale, si trovava su una nave tedesca in rotta verso l'Australia quando venne catturata dalla marina francese. Venne internato in Francia dall'agosto 1914 al novembre 1919.
Tornato in patria, trovò lavoro presso una fabbrica di Schweinfurt, e studiò ingegneria a Ilmenau dal 1922 al 1923. Nel 1924 si sposò con Elisabeth Wetzel; la coppia ebbe dieci figli.
Nazista della prima ora, entrò a far parte del Partito Nazionalsocialista dei Lavoratori Tedeschi nel 1923 (tessera numero 1395). Rimase esponente del partito nazista anche dopo il suo scioglimento, rientrandovi nel 1924 quando venne riorganizzato.
Sauckel venne nominato gauleiter della Turingia nel 1927 e divenne membro del governo regionale nel 1929. Dopo la presa del potere da parte dei nazisti nelle elezioni del 1933, venne promosso reggente del Reich della Turingia e membro del Reichstag. Venne anche elevato al grado Obergruppenführer onorario (l'equivalente del grado di Generale di corpo d'armata) delle SA e delle SS.

## Seconda guerra mondiale
Durante la seconda guerra mondiale, Sauckel venne nominato commissario per il distretto di Kassel (Reichsverteidigungskommissar Wehrkreis IX) e generale plenipotenziario per la distribuzione del lavoro (Generalbevollmächtigter für den Arbeitseinsatz) il 21 marzo 1942, su raccomandazione di Albert Speer. In quanto tale, è stato responsabile della deportazione di circa cinque milioni di lavoratori stranieri in Germania, che svolsero lavori forzati per l'industria e per l'agricoltura tedesca.

## Processo ed esecuzione

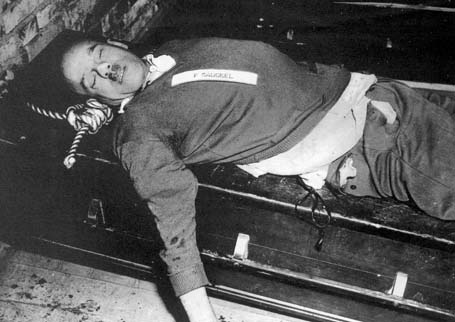
Il cadavere di Fritz Sauckel dopo l'esecuzione

Portato davanti alla corte del processo di Norimberga, Sauckel venne accusato di crimini contro la pace, pianificazione di guerre d'aggressione e crimini contro l'umanità. Sauckel si difese sostenendo che la sua non fu opera di schiavizzazione, bensì un processo economico di fornitura di manodopera. Negò anche il maltrattamento dei lavoratori e le condizioni disumane in cui erano costretti a lavorare.
Sauckel venne dichiarato colpevole dai giudici e condannato a morte tramite impiccagione; la condanna fu eseguita il 16 ottobre 1946 e fu l'ottavo a salire sul patibolo.
Le sue ultime parole furono: Ich sterbe unschuldig, mein Urteil ist ungerecht. Beschütze Deutschland Gott! (Io muoio innocente, la mia condanna è ingiusta. Dio protegga la Germania!).
La sua condanna rimane controversa, dal momento che il suo superiore, Albert Speer, venne condannato a solo 20 anni di carcere. Bisogna ricordare però che nel marzo 1943 Speer voleva trasferire agli armamenti forze lavoro sottoposte ai gauleiter del partito. Serviva una delega specifica e Martin Bormann impose Sauckel, il quale non fu mai sottoposto al ministro della produzione.
Il suo corpo venne cremato nel Cimitero Est di Monaco di Baviera e le ceneri, insieme alle ceneri di altri 10 imputati, vennero sparse nel Wenzbach, un affluente del fiume Isar, nella medesima città.